# Markus Suttner
Markus Suttner (* 16. dubna 1987, Hollabrunn, Rakousko) je rakouský fotbalový obránce a reprezentant, který hraje v klubu SK Wullersdorf.

## Klubová kariéra
V Rakousku debutoval v profesionální kopané v klubu Austria Vídeň.

## Reprezentační kariéra
V A-mužstvu Rakouska debutoval 29. 2. 2012 v přátelském utkání proti týmu Finska (výhra 3:1).